# Ségou
För andra betydelser, se Ségou (olika betydelser).
Ségou är en ort och kommun i sydvästra Mali och är den administrativa huvudorten för en region med samma namn. Den är samtidigt huvudort för en av regionens administrativa kretsar, även den med samma namn som staden. Befolkningen uppgick till cirka 155 000 invånare 2013. Ségou är belägen vid Nigerfloden och var huvudstad i Bamanariket under 1700- och 1800-talet. Ségou är sammanvuxen med Pelengana (32 795 invånare 2009) i sydost.

## Administrativ indelning
Ségou är indelat i 21 stadsdelar (quartiers):
- Allamissani
- Angouleme
- Bagadadji
- Bananissabacoro
- Bougoufie
- Bougouni
- Camp des Gardes
- Camp Millitaire
- Comatex
- Dar Salam
- Hamdallye
- Medina
- Mission
- Missira
- Quartier Administratif
- Quartier Commercial
- Ségou Coura Bamanan
- Ségou Coura Somono
- Sidossonikoura
- Sokolakono
- Somonosso